# Werkuha Getachew
Werkuha Getachew –en amhárico, ወርቅውሃ ጌታቸው– (7 de diciembre de 1995) es una deportista etíope que compite en atletismo. Ganó una medalla de plata en el Campeonato Mundial de Atletismo de 2022, en la prueba de 3000 m obstáculos.

## Palmarés internacional
| Campeonato Mundial | Campeonato Mundial      | Campeonato Mundial | Campeonato Mundial |
| Año                | Lugar                   | Medalla            | Prueba             |
| ------------------ | ----------------------- | ------------------ | ------------------ |
| 2022               | Eugene (Estados Unidos) | Medalla de plata   | 3000 m obstáculos  |